# Хайнрих VI фон Вайда
Хайнрих VI фон Вайда 'Стари' (на немски: Heinrich VI von Weida, „der Alte“; † сл. 23 септември 1254) от фамилията Ройс е шериф, управител на Вайда в район Грайц в Тюрингия.
Той е син на Хайнрих III фон Вайда 'Стари' († сл. 1224), фогт на Вайда (1209 – 1224). Внук е на Хайнрих II фон Вайда „Богатия“ († 1209), 1. фогт на Вайда, и и съпругата му Берта († 1209). Правнук е на Хайнрих I фон Вайда († 1172/1193). Племенник е на Хайнрих IV фон Вайда († 1249), фогт на Вайда (1209 – 1249/1250), господар на Плауен и Гера (1209 – 1237/1238), и на Хайнрих V фон Вайда († сл. 1239).
Брат е на Хайнрих фон Вайда († 1234) и на сестра, омъжена за Алберт фон Коцау († 26 март 1234).
Резиденцията на фогтовете фон Вайда до началото на 15 век е замък Остербург във Вайда. Всичките мъжки потомци на прадядо му Хайнрих I фон Вайда го честват от 13 век като носят името „Хайнрих“. През 1244 г. територията на фогтовете на Вайда се разделя на три фогтая „Вайда, Гера и Плауен“.
Хайнрих VI фон Вайда умира на 23 септември 1254 г. Погребан е в манастир Милденфурт при Гера. Линията на фогтите на Вайда свършва през 1531 г.

## Фамилия
Хайнрих VI фон Вайда се жени за графиня Хайлика фон Хардег († 18 септември). Те имат два сина:
- Хайнрих VII фон Вайда († сл. 1260/1283), фогт на Вайда
- Хайнрих VIII фон Вайда 'Стари' (* ок. 1238; † между 17 септември 1279 и 1280), фогт на Вайда (1243/1254 – 1279/1280), женен I. за бургграфиня Ирмгард фон Дьобен/Девин (* ок. 1240; † пр. 24 януари 1258, погребана в Милденфурт), II. пр. 19 юни 1258 или 1259 г. за София фон Ваймар-Орламюнде († 1 юли 1258)